# 山姆·格羅斯
山姆·格羅斯（Sam Groth，1987年10月19日—）是一位澳洲職業網球運動員。他曾参加2016年夏季奥林匹克运动会，结果在单打第一轮被比利时选手大卫·戈芬淘汰。

## 外部連結
- 山姆·格羅斯（英文/西班牙文）的官方資料
- 山姆·格羅斯的國際網球總會 職業／青少年 官方資料（英文）
- 山姆·格羅斯的官方資料（英文）
- Sam Groth – Player Profiles - Players and Rankings - News and Events - Tennis Australia （页面存档备份，存于） （英文）
- 山姆·格羅斯的Facebook專頁
- 山姆·格羅斯的X（前Twitter）